# Turk Glacier
Turk Glacier är en glaciär i Antarktis. Den ligger i Östantarktis. Australien gör anspråk på området. Turk Glacier ligger 1 109 meter över havet.
Terrängen runt Turk Glacier är huvudsakligen kuperad, men norrut är den bergig. Terrängen runt Turk Glacier sluttar brant västerut. Trakten är obefolkad. Det finns inga samhällen i närheten.